# Solado

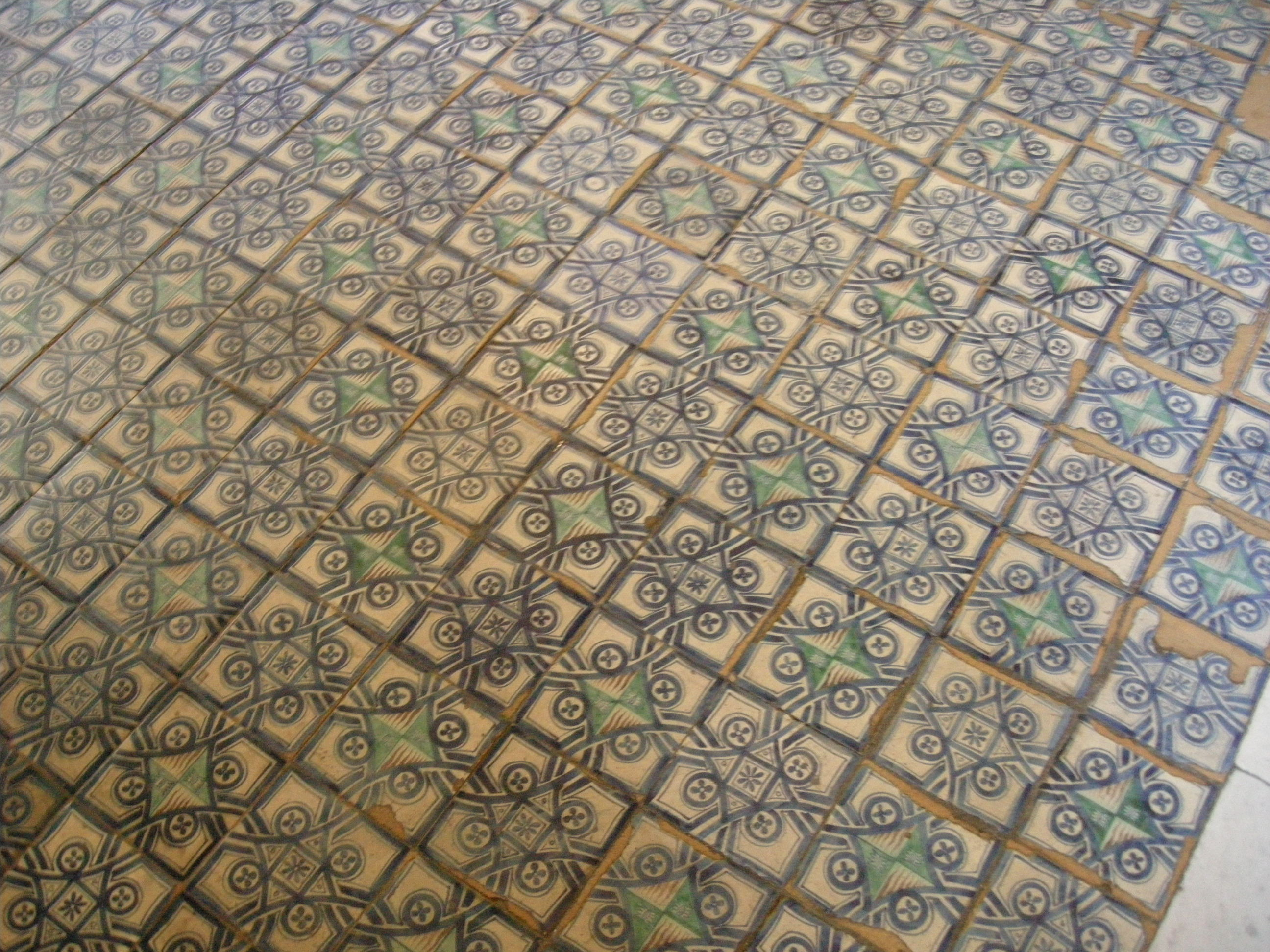
Piso Solado

Solado en España significa «el revestimiento de un piso con ladrillos, losas, piedras, etc.» En América del sur es el conjunto de piso-contrapiso. Cuando se lo construye con destino al tránsito de vehículos, recibe el nombre de pavimento.
Al piso se lo considera en la construcción un trabajo de terminación y su misión esencial es la de formar parte de la superficie de desgaste apta para la circulación. El contrapiso, en cambio, forma parte de la obra gruesa y colocado inmediatamente por debajo del piso llena la finalidad fundamental de alcanzar un nivel establecido.

## Tipos de pisos
La resistencia a la abrasión e impactos es la propiedad que define las aptitudes de un piso. Debe cumplir además las condiciones de horizontalidad y lisura, junto a higiene, homogeneidad y calidad estética. En condiciones especiales puede exigirse según su destino posea características de antiácidos, antichispas, antideslizante, duro, atérmico, asonoro, etc.

## Clasificación
Pueden clasificarse según los siguientes criterios:
- tipo y calidad de los materiales;
- método de ejecución;
- trabajos de terminación.

La lista de materiales para la ejecución de pisos es muy variada con el avance tecnológico de la industria de la construcción.
Podemos encontrar pisos de madera, pisos de piedras naturales, pisos monolíticos, pisos premoldeados y pavimentos. Todos estos tipos poseen características particulares en su composición, construcción, materiales y durabilidad.